# Масса-д'Альбе
Масса-д'Альбе (італ. Massa d'Albe) — муніципалітет в Італії, у регіоні Абруццо, провінція Л'Аквіла.
Масса-д'Альбе розташована на відстані близько 80 км на схід від Рима, 29 км на південь від Л'Акуїли.
Населення — 1480 осіб (2014).
Щорічний фестиваль відбувається 20 січня. Покровитель — San Sebastiano.

## Демографія
Населення за роками:

Станом на 1 січня 2023 року в муніципалітеті офіційно проживав 71 іноземець з 19 країн, серед них 29 громадян країн Євросоюзу та 10 громадян України.

## Сусідні муніципалітети
- Авеццано
- Мальяно-де'-Марсі
- Овіндолі
- Рокка-ді-Меццо
- Скуркола-Марсікана